# آنتریوو
آنتریوو (به ایتالیایی: Anterivo) یک منطقهٔ مسکونی در ایتالیا است که در تیرول جنوبی واقع شده‌است.

## خصوصیات
آنتریوو ۱۱٫۱ کیلومترمربع مساحت و ۳۸۴ نفر جمعیت دارد.